# Pour que tu m'aimes encore
Pour que tu m'aimes encore è una canzone in francese della cantante canadese Céline Dion, registrata per il suo album in studio francese, D'eux (1995). Il brano fu pubblicato come singolo apripista a marzo 1995 nei paesi francofoni e nel settembre 1995 in altri paesi europei. La canzone fu anche distribuita in Giappone nell'ottobre 1996. Secondo Céline Dion è la canzone più grande della sua carriera francofona e infatti la registrò anche in inglese con il titolo If That's What It Takes e la incluse nel suo album inglese del 1996, Falling into You.

## Contenuti, pubblicazioni e videoclip musicale
Pour que tu m'aimes encore è stata scritta e co-prodotta da Jean-Jacques Goldman ed è uno dei brani più importanti e significativi della carriera della Dion. Le parole sono cantate dal punto di vista di una donna che sta supplicando il suo ex-ragazzo di fare qualsiasi cosa per lui per amarla ancora. La canzone fa parte anche delle tracklist di tre raccolte di grandi successi: The Collector's Series, Volume One (2000), On ne change pas (2005) e My Love: Ultimate Essential Collection (2008).
Il videoclip musicale è stato diretto da Michel Meyer ed è stato incluso nella raccolta video, On ne change pas pubblicato dalla Dion nel 2005.

## Successo commerciale e riconoscimenti
Pour que tu m'aimes encore è diventato un grande successo in Francia, dove raggiunse la prima posizione della classifica dei singoli più venduti, rimanendovi 12 settimane. Il brano ha venduto un milione di copie in ottenendo il disco di platino e diventando il singolo più venduto nel 1995 in Francia; attualmente è il 107° singolo più venduto di tutti i tempi nel paese. Pour que tu m'aimes encore trascorse 15 settimane in vetta alla classifica del Belgio Vallonia, dove anche lì fu certificato disco di platino, e 4 settimane in Québec. La canzone raggiunse la top ten anche nel Regno Unito e in Irlanda, un risultato eccezionale per una canzone francese. Secondo Virgin17, il singolo ha venduto più di 4.000.000 di copie in tutto il mondo. In Germania, Austria e Svizzera, Pour que tu m'aimes encore è comparsa nuovamente in classifica nel 2011, 2012 e 2013, dopo l'esecuzione dello spettacolo tedesco Das Supertalent di Juliette Schoppmann.
La canzone ha ricevuto anche un Félix Award come Canzone dell'anno, nonché un premio della Trophée Radio France Internationale come Conseil Francophone de la Chanson. La canzone vinse anche un Victoires de la Musique nella categoria Canzone originale dell'anno.

## Interpretazioni dal vivo
Céline durante la promozione del suo nuovo album in francese, D'eux, presentò in molti programmi televisivi il suo nuovo singolo, Pour que tu m'aimes encore. Nel 1995 cantò il brano allo show serale The Tonight Show with Jay Leno e anche a Good Morning America. Durante gli anni e in altre ospitate televisive la Dion interpretò molte volte il suo singolo.
A partire dal 1995 Céline Dion interpretò Pour que tu m'aimes encore durante tutti i concerti francofoni e non solo, dei suoi tour. La Dion eseguì la canzone anche nelle cinque serate a settimana durante il suo spettacolo A New Day... al Caesars Palace di Las Vegas, così come durante il suo Taking Chances World Tour del 2008-09. Interpretò la canzone anche nel suo concerto per il 400º anniversario di Québec City, Céline sur les Plaines. Nel 2005, Céline Dion registrò una versione live di Pour que tu m'aimes encore con 500 coristi per l'album 500 Choristes avec.... La cantante canadese ha interpretato questa canzone anche durante il suo Summer Tour 2016, Celine Dion Live 2017 e nel Celine Dion Live 2018.
La canzone è stata successivamente inclusa in quattro album live di Céline Dion: Live à Paris (1996), Au cœur du stade (1999), Tournée mondiale Taking Chances: le spectacle (2010) e Céline une seule fois / Live 2013  (2014).

## Formati e tracce
CD Singolo (Benelux; Francia) (Columbia: COL 661292 1)
1. Pour que tu m'aimes encore – 4:15 (Jean-Jacques Goldman)
2. Pour que tu m'aimes encore (Instrumental) – 4:16 (Goldman)

CD Maxi Singolo (Europa) (Columbia: 661292 2)
1. Pour que tu m'aimes encore – 4:15 (Goldman)
2. Pour que tu m'aimes encore (Instrumental) – 4:16 (Goldman)
3. Prière païenne – 4:11 (Goldman)

CD Maxi Singolo (Europa) (Columbia: COL 661292 5)
1. Pour que tu m'aimes encore – 4:15 (Goldman)
2. Pour que tu m'aimes encore (Instrumental) – 4:16 (Goldman)
3. Calling You – 4:04 (Bob Telson)

CD Mini Singolo (Giappone) (Epic: ESDA 7170)
1. Pour que tu m'aimes encore – 4:14 (Goldman)
2. Prière païenne – 4:11 (Goldman)

CD Singolo (Regno Unito) (Epic: 662425 2)
1. Tu m'aimes encore (To love me again) – 4:15 (Goldman)
2. Prière païnne – 4:11 (Goldman)
3. Un garçon pas comme les autres (Ziggy) – 2:58 (testo: Luc Plamondon – musica: Michel Berger)
4. Des mots qui sonnent – 3:56 (testo: Plamondon – musica: Aldo Nova, Marty Simon)

CD Singolo (Regno Unito) (Epic: 662425 5)
1. Tu m'aimes encore (To love me again) – 4:15 (Goldman)
2. Send Me a Lover – 4:31 (George Thatcher, Richard Hahn)
3. Show Some Emotion – 4:11 (Andrew Gold, Brock Walsh, Greg Prestopino)
4. The Last to Know – 4:35 (Walsh, Phil Galdston)

LP Singolo 12" (Francia) (Columbia: COL 661292 6)
1. Pour que tu m'aimes encore – 4:15 (Goldman)
2. Pour que tu m'aimes encore (Instrumental) – 4:16 (Goldman)

MC Singolo (Regno Unito) (Epic: 662425 4)
1. Tu m'aimes encore (To love me again) – 4:15 (Goldman)
2. Show Some Emotion – 4:11 (Gold, Walsh, Prestopino)

## Versioni ufficiali
- If That's What it Takes (English Version) – 4:12
- Pour que tu m'aimes encore (Album Version) – 4:14
- Pour que tu m'aimes encore (Demo Version) – 3:58
- Pour que tu m'aimes encore (Instrumental) – 4:15
- Pour que tu m'aimes encore (With the 500 Choristes) – 4:14
- Pour que tu m'aimes encore (Live Version 1995 from Live à Paris) – 5:10

- Pour que tu m'aimes encore (Live version 1999 from Au cœur du stade) – 5:20
- Pour que tu m'aimes encore (Live version 2008 from Tournée mondiale Taking Chances: le spectacle) – 5:29
- Pour que tu m'aimes encore (Live version 2013 from Céline une seule fois / Live 2013) – 5:08
- Tu m'aimes encore (To love me again) (English Title) – 4:15

## Classifiche

### Classifiche settimanali
| Classifica (1995-2013)                                 | Posizione massima raggiunta |
| ------------------------------------------------------ | --------------------------- |
| Austria (Ö3 Austria Top 40)                            | 30                          |
| Belgio Fiandre (Ultratop 50 Singles)                   | 2                           |
| Belgio Vallonia (Ultratop 50 Singles)                  | 1                           |
| Europa (Eurochart Hot 100 Singles)                     | 4                           |
| Francia (SNEP)                                         | 1                           |
| Germania (Media Control Charts)                        | 39                          |
| Irlanda (IRMA)                                         | 6                           |
| Islanda (Íslenski Listinn Topp 40)                     | 2                           |
| Paesi Bassi (Dutch Top 40)                             | 3                           |
| Paesi Bassi (Single Top 100)                           | 4                           |
| Québec (ADISQ)                                         | 1                           |
| Regno Unito (Official Singles Chart Top 100)           | 7                           |
| Scozia (Official Scottish Singles Sales Chart Top 100) | 7                           |
| Svezia (Sverigetopplistan)                             | 3                           |
| Svizzera (Schweizer Hitparade)                         | 17                          |

### Classifiche di fine decennio
| Classifica (1990-1999)                   | Posizione |
| ---------------------------------------- | --------- |
| Francia (SNEP)                           | 4         |
| Paesi Bassi (Dutch Decenniumlijst: 90's) | 56        |

### Classifiche di tutti i tempi
| Classifica                     | Posizione |
| ------------------------------ | --------- |
| Belgio Fiandre (Ultratop 1001) | 477       |
| Francia (SNEP)                 | 29        |

### Classifiche di fine anno
| Classifica (1995)                                                         | Posizione |
| ------------------------------------------------------------------------- | --------- |
| Belgio Fiandre (Ultratop jaaroverzichten 1995)                            | 8         |
| Belgio Vallonia (Ultratop rapports annuels 1995)                          | 1         |
| Belgio Vallonia (Ultratop rapports annuels 1995 - Singles francophones)   | 1         |
| Francia (SNEP, Classement Singles - année 1995)                           | 1         |
| Paesi Bassi (Jaaroverzichten Single 1995)                                 | 18        |
| Paesi Bassi (Single Top 100 Van 1995)                                     | 6         |
| Classifica (1996)                                                         | Posizione |
| Paesi Bassi (Dutch Top 40)                                                | 203       |
| Svezia (Sverigetopplistan - Årslista Singlar År 1996)                     | 35        |
| Classifica (2012)                                                         | Posizione |
| Belgio Vallonia (Ultratop rapports annuels 2012 - Back catalogue singles) | 47        |
| Classifica (2013)                                                         | Posizione |
| Belgio Vallonia (Ultratop rapports annuels 2013 - Back catalogue singles) | 45        |
| Classifica (2014)                                                         | Posizione |
| Belgio Vallonia (Ultratop rapports annuels 2014 - Back catalogue singles) | 77        |
| Classifica (2015)                                                         | Posizione |
| Belgio Vallonia (Ultratop rapports annuels 2015 - Back catalogue singles) | 83        |
| Classifica (2016)                                                         | Posizione |
| Belgio Vallonia (Ultratop rapports annuels 2016 - Back catalogue singles) | 70        |
| Classifica (2017)                                                         | Posizione |
| Belgio Vallonia (Ultratop rapports annuels 2017 - Back catalogue singles) | 43        |
| Classifica (2018)                                                         | Posizione |
| Belgio Vallonia (Ultratop rapports annuels 2018 - Back catalogue singles) | 19        |

## Crediti e personale
Registrazione
- Registrato ai Méga Studios di Parigi (FR), West Lake Studios di Hollywood (CA), The Record Plant di Los Angeles (CA)
- Mixato ai Méga Studios di Parigi (FR), The Hit Factory di New York (NY), The Record Plant di Los Angeles (CA)

Personale
- Arrangiato da - Erick Benzi, Guy Delacroix, Jean-Jacques Goldman
- Mixato da - Humberto Gatica
- Musica di - Jean-Jacques Goldman
- Produttore - Erick Benzi, Jean-Jacques Goldman
- Produttore esecutivo - Vito Luprano
- Programmato da - Erick Benzi, Simon Franglen
- Testi di - Jean-Jacques Goldman

## Cronologia di rilascio
| Paese       | Data            | Formato           |
| ----------- | --------------- | ----------------- |
| Benelux     | 1995            | CD                |
| Europa      | 1995            | CD                |
| Francia     | 1995            | CD • Vinile (12") |
| Giappone    | 21 ottobre 1996 | CD                |
| Regno Unito | 1995            | CD • Musicassetta |

## Cover di altri interpreti
Nel 2000 fu pubblicato Les Enfoirés en 2000, un album che fu pubblicato a scopo benefico, il quale conteneva una cover di Pour que tu m'aimes encore, registrata da Elsa Lunghini, Liane Foly e Hélène Segara. La cantante nigeriana Funke Olayode registrò nel 2001 una versione Yoruba del brano intitolata To ba J'oun To Gba. Nel 2005 il gruppo pop operistico Il Divo pubblica il secondo album Ancora contenente una cover di Pour que tu m'aimes encore. Nel novembre 2006, il produttore musicale Antonis Karalis pubblicò il suo singolo di debutto mondiale To Be Continued con la versione greca di Pour que tu m'aimes encore, intitolata S'Agapo Sa Trelos. La melodia ha un arrangiamento rock con il suono del baglamas combinato a quello delle chitarre elettriche. Nel maggio 2007, Helena Paparizou pubblicò il suo nuovo singolo Fos con un'altra versione greca della canzone della Dion, An Esy M'agapas. Il duo canadese Les Sœurs Boulay pubblicò nel 2016 una cover acustica di Pour que tu m'aimes encore.